# Erba d'Arno
Erba d'Arno è una rivista trimestrale diretta da Aldemaro Toni. Fondata nella primavera 1980 con la collaborazione della Cooperativa dei Segni, è pubblicata a Fucecchio (FI) da Edizioni dell'Erba. Fanno parte della redazione Marco Cipollini, Agostino Dani, Alberto Malvolti e Luigi Testaferrata. Tratta di argomenti letterari e culturali in genere, dedicando una sezione, "La ragione delle lettere", a testi inediti di autori contemporanei. È arricchita da inserzioni di riproduzioni di opere d'arte contemporanea.